# Arts Vision
Arts Vision Incorporated (株式会社アーツビジョン Kabushiki-gaisha Ātsu Bijon) est une agence de talents japonaise qui emploie un grand nombre de seiyū célèbres. Elle a été fondée en 1984 par Sakumi Matsuda.

## Informations générales
Arts Vision a été fondée par l'ancien gestionnaire de Tokyo Actor's Consumer's Cooperative Society (en), Sakumi Matsuda, en tant que société indépendante en 1984.

## Seiyū actuellement affiliés à Arts Vision

### Femme
- Sayaka Aida
- Yuri Amano
- Azumi Asakura
- Kaoru Fujino
- Saki Fujita
- Tomoe Hanba
- Yumi Hara
- Risa Hayamizu
- Yayoi Jinguji
- Akiko Koike
- Akiko Kōmoto
- Masayo Kurata
- Miyuki Matsushita
- Kaori Mizuhashi
- Jun Mizusawa
- Miki Narahashi
- Manami Numakura
- Chika Sakamoto
- Yūko Sasamoto
- Hekiru Shiina
- Asami Shimoda
- Yoshino Takamori
- Fujiko Takimoto
- Chiharu Tezuka
- Yumi Uchiyama
- Kumiko Watanabe
- Miho Yamada
- Kozue Yoshizumi

### Homme
- Eisuke Asakura
- Isshin Chiba
- Michihiko Hagi
- Jun Hazumi
- Nobuyuki Hiyama
- Osamu Hosoi
- Sōichirō Hoshi
- Mitsuaki Hoshino
- Atsushi Ii
- Yoshio Kawai
- Tomoaki Maeno
- Yūji Mikimoto
- Hironori Miyata
- Kenichi Mochizuki
- Takashi Nagasako
- Tomomichi Nishimura
- Kazuo Oka
- Takeharu Ōnishi
- Akira Sasanuma
- Ikuya Sawaki
- Katsumi Suzuki
- Wataru Takagi
- Nobuo Tobita
- Kōsuke Toriumi
- Daiki Yamashita

## Anciens seiyū
- Kae Araki
- Yu Asakawa
- Masumi Asano
- Megumi Hayashibara
- Yui Horie
- Asami Imai
- Yūki Kaji
- Yumiko Kobayashi
- Mami Kosuge
- Kotono Mitsuishi
- Toshiyuki Morikawa
- Reizō Nomoto
- Kumi Sakuma
- Nozomu Sasaki
- Chihiro Suzuki
- Kenichi Suzumura
- Chiaki Takahashi
- Yukari Tamura
- Nao Tōyama
- Narumi Tsunoda
- Yuji Ueda
- Chisa Yokoyama
- Eiji Maruyama